# Peppers spöke
Peppers spöke (vanligen benämnd som "Pepper's Ghost") är en illusion som använts i både trolleriföreställningar och teateruppsättningar, och som bygger på en liknande effekt som camera lucida.
Illusionens effekt är att det på en scen plötsligt dyker upp spöken som kan sväva, gå genom människor, och tona in eller ut. Den tidigaste referensen till principen man funnit är från 1558, i Baptista Portas bok "Natural Magic" (eng. översättning: 1658). 1852 får fransmannen Pierre Séguin patent på sitt Polyoscope, en leksak som bygger på samma princip.
Omkring 1856 kommer engelsmannen Henry Dirks på hur principen skulle kunna användas på en teaterscen, och beskriver 1858 idén för "British Association for the Advancement of Science", men ingen av ingenjörerna där visar något större intresse av teatereffekter. En beskrivning når dock professor John Henry Pepper, som löser de tekniska problemen som hindrat principen från att kunna användas i större skala, och Dirks och Pepper får i oktober 1863 ett patent på uppfinningarna. De två blir ovänner strax därpå, och Dirks glöms snart bort.
Amerikanen Jim Steinmeyer, som skapar specialeffekter åt trollkarlar, teaterpjäser, filmer och nöjesfält har gjort ett grundligt historiskt research-arbete, och har dokumenterat sina upptäckter i böckerna "The Science behind the Ghost" och "Discovering Invisibility".